# Marcin Chorzelewski
Marcin Chorzelewski (15 de noviembre de 1976) es un deportista polaco que compitió en taekwondo. Ganó una medalla de bronce en el Campeonato Mundial de Taekwondo de 2001, en la categoría de –78 kg.

## Palmarés internacional
| Campeonato Mundial | Campeonato Mundial   | Campeonato Mundial | Campeonato Mundial |
| Año                | Lugar                | Medalla            | Categoría          |
| ------------------ | -------------------- | ------------------ | ------------------ |
| 2001               | Jeju (Corea del Sur) | Medalla de bronce  | –78 kg             |